# 帕賽市
帕賽市，菲律賓華人译作巴西市（闽南语白話字：Pa-sai），是菲律賓裡的一個城市。位於馬尼拉市西南方，是馬尼拉大都會的一部分，在美國殖民時代就已經發展成為城市。截至2015年，人口有440,656 。
市內交通有高速公路以及一般公路。空中交通則是有艾奎諾國際機場連接菲律賓其他城市以及世界各國城市。

## 历史
1947年6月21日由鎮級升格為市級，當時人口約80,000人。

## 姐妹都市
- 聯合市 (加利福尼亞州)